# Értékkritika
Az értékkritika az 1980-as években kifejlődő marxista elmélet, amely a marxi áru és érték fogalmát választja a tőkés társadalom elemzésének és kritikájának alapjául. Kialakulása a német Krízis csoport (Gruppe Krisis) és azon belül is elsősorban Robert Kurz munkásságához köthető. A hagyományos marxista megközelítéssel szemben a értékkritikai iskola kapitalizmuskritikája nem elsősorban a munkásosztály és tőkésosztály szembenállására épül, hanem inkább a használati érték és az (absztrakt) érték alapvető ellentétére. Ezt az ellentétet egyébként Marx is részletesen elemzi a Tőke első kötetében, ilyen értelemben tehát az értékkritikai iskola az értékkel kapcsolatos marxi gondolatok újrafelfedezésének és továbbgondolásának is tekinthető. Ezért Anselm Jappe szerint az értékkritika megnevezés helyett pontosabb kifejezés lenne az áru fétisizmusának kritikája. Az értékkritika Marxot újraolvasva egyszerre kísérel meg választ adni a fejlett kapitalista országokat az 1970-es évektől sújtó krónikus gazdasági válságra és a gyengülő munkásmozgalom politikai válságára az utolsó forradalmi hullám 1968-as májusi franciaországi felkeléssel és az olaszországi hosszú 68-cal határolt lecsengése és a szociáldemokrata jóléti államot lebontó neoliberális fordulat után.

## Az értékkritikai elmélet összefoglalása

### Az érték marxi fogalma
Az értékkritika kiindulópontja az áru központi szerepe a tőkés társadalomban. Már Marx is kifejtette, hogy az árunak kettős szerepe van a kapitalizmusban: egyfelől az áru olyan dolog vagy szolgáltatás, amelynek használati értéke van, vagyis „valamiféle emberi szükségletet elégít ki”. Másfelől tőkés viszonyok között minden árut csere céljából, eladásra termelnek, és ebből a szempontból a konkrét használati érték milyensége teljesen közömbös. Ezáltal az áruk szerepe a kapitalista cserében csupán mennyiségi viszonyok és végső soron árak képviseletére redukálódik. Egy áru értékét a vele elvileg elcserélhető másfajta áruk osztálya (vagyis matematikai értelemben egy ekvivalenciareláció) definiálja: 
A csereérték mindenekelőtt mint mennyiségi viszony jelenik meg, mint az az arány, amelyben valamely fajta használati értékek másfajta használati értékekkel kicserélődnek
Tehát az érték a kapitalista termelési mód által létrehozott absztrakció. Az értékkritika egyik fontos megállapítása, hogy bár az érték absztrakció, de ugyanakkor olyan valóságos absztrakció, amely a társadalmi folyamatok egyik irányítója. Az értékre ezen kívül fejlett kapitalista viszonyok között egy újabb absztrakció, a pénz fogalma rakódik, amely az univerzális áruegyenérték szerepét játssza. A minden kvalitatív jellemzőjétől, vagyis használati értékétől megfosztott azonnal bármire elcserélhető áru, a pénz, egyetlen jellemzője a mennyisége. A tőkés termelés célja a pénz végtelen fölhalmozása.

### Az érték és az absztrakt munka
Mivel a csere egyenértékű dolgok cseréje, az érték úgy is értelmezhető, mint az a dolog, ami az egymással elcserélhető árucikkek osztályában ugyanakkora. Ezen a ponton az értékkritika, továbbra is Marxot követve, megkülönbözteti a munka konkrét és elvont oldalát. A konkrét munka, mint például a tanítás, utcaseprés vagy hegesztés, az áru használati értékének létrehozója, amely teljesen egyedi, és ezért különböző konkrét munkák egymással összemérhetetlenek. Ezzel szemben az elvont munka az emberi energia kifejtésének nem differenciált formája, amelynek van kvantitatív, tehát mással összemérhető, aspektusa is, ami a munkával eltöltött idő hossza, vagyis a munkaidő. Az értéket tehát az áruban rejlő (marxi kifejezéssel „megalvadt”) munkaidő mennyisége méri. Ez az érték semmilyen kapcsolatban nincs az előállított termék hasznával vagy szépségével, csupán egy kvantitatív mérőszám, egy "automata szubjektum", amely teljesen közömbös a termelők vagy a fogyasztók szükségletei iránt.
Az értékkritika hangsúlyozza, hogy a kapitalista termelési viszonyok között az absztrakt munka, az értékhez hasonlóan, egy olyan valóságos absztrakció, amely átveszi az irányítást a termelés konkrét valósága fölött.
A hagyományos marxizmus az absztrakt munka kapcsán nagy hangsúlyt fektet a tényre, hogy a munkaerő tőkés viszonyok között szintén áruvá válik. Így a munkaerő értékét, a munkabért, a munkaerő újratermeléséhez szükséges áruk értéke, vagyis a bennük rejlő munkaidő határozza meg. Mivel 1 órányi munkaerő újratermeléséhez szükséges áruk (a munkás életben maradásához és munkavégzéshez szükséges élelem, ruházat, lakás, oktatás, gyereknevelés stb.) értéke kevesebb mint 1 óra, a kettő közötti különbözet a tőkés által elsajátított értéktöbblet, és végső soron a profit forrása. Ezen a ponton hagyományos marxizmus elmélete a politika síkján szorosan kapcsolódik munkásmozgalomhoz, annak fő elméleti támaszát képezve, és emiatt az értéktöbblet elsajátítása, vagyis a kizsákmányolás kapcsán létrejövő osztályharcra koncentrál. Az értékkritikai iskola határozottan elutasítja az osztályharc ilyen kiemelt kezelését, és azt állítja, hogy az kapitalizmus irracionalitása már eggyel korábbi szinten, vagyis az érték és használati érték, a konkrét és absztrakt munka közötti ellentmondásban megjelenik. A tőke-munka ellentét tehát egy olyan felszíni jelensége a kapitalizmusnak, amelyben a tőkés osztály, sőt a munkásosztály is, csak az érték karaktermaszkja. Ezért az értékkritika szerint nem a munkának a tőke alól való fölszabadítása, hanem az absztrakt munkának és az érték automata szubjektumának a fölszámolása a cél – megszabadulás magától a munkától.

### Az érték válsága
Az értékkritikai iskola további – szintén a marxista hagyománnyal egyező – megállapítása, hogy a tőkés vállalatok közötti verseny a termelékenység állandó növekedéséhez vezet, elsősorban a tudomány eredményeinek felhasználása által. A növekvő termelékenység viszont kevesebb emberi munkaerő alkalmazását teszi szükségessé, vagyis kevesebb értéktöbblet kiaknázására van lehetőség, ami az értékre alapozott termelés válságához vezethet. Ez a gondolat egybeesik Marx megfigyelésével a profitráta süllyedő tendenciájáról. Az értékkritikai iskola azonban továbbmegy. Rámutat, hogy a történelem folyamán a kapitalizmus az ebből adódó válsághelyzeteket úgy kerülte el, hogy terjeszkedett, vagyis az emberi társadalom, tágabb értelemben az emberi élet és a természet újabb és újabb szeleteit vonta be az árutermelés körébe. Ez az elméleti megközelítés a kapitalizmus fejlődésének sok mozzanatát vezeti vissza közös magyarázó elvre. A mezőgazdaság piacosítása, a szabad idő áruvá tétele a turizmuson keresztül, az egészségügy és az oktatás privatizációja mind példák olyan folyamatokra, amelyek korábban az árutermelés körén kívül eső területeket vonnak be az árutermelés körébe.
Az értékkritikai iskola különös figyelmet szentel a mikroelektronika hatalmas fejlődésével (harmadik ipari forradalom) és az automatizáció elterjedésével lezajló folyamatoknak, amelyek a korábbinál sokkal nagyobb mértékben és minden iparágra kiterjedően teszik feleslegessé az emberi munkaerő felhasználását, az értéken alapuló társadalom általános válságához vezetve. A kiváltságosak azok lesznek, akik egyáltalán dolgozhatnak, a felesleges tömegnek, akiknek munkaidejére már nincs (pontosabban nem lehet) szükség, pedig a fokozódó elnyomás, apartheid és barbárság jut osztályrészéül.